# Gustavo Girón Higuita
Gustavo Girón Higuita (ur. 28 maja 1940 w Medellín) – kolumbijski duchowny rzymskokatolicki, w latach 1990-2015 biskup Tumaco.

## Życiorys
Święcenia kapłańskie przyjął 2 grudnia 1967. 8 lutego 1990 został prekonizowany wikariuszem apostolskim Tumaco ze stolicą tytularną Bisica. Sakrę biskupią otrzymał 22 kwietnia 1990. 29 października 1990 został podniesiony do rangi biskupa diecezjalnego. 25 lipca 2015 przeszedł na emeryturę.